# هارون بن عبد الرازق
هارون عبد الرازق (1249 - 1336 هـ / 1823 - 1918 م) واسمه هارون بن عبد الرازق بن حسن بن أبي زيد البنجاوي الأزهري: فاضل مصري. ولد في بلدة «بنجا» بالصعيد. وتعلم بالأزهر، فكان شيخ رواق الصعايدة فيه، ثم من أعضاء مجلسه الأعلى. عين مدرسا للعربية بمدرسة «المهندسخانة» وبالمدارس التجهيزية وساعد علي مبارك باشا في تأليف كتابه «الخطط التوفيقية». وهو جد المحقق الكبير عبد السلام هارون لأبيه.
ألف:
- «حسن الصياغة في فنون البلاغة - ط»
- «عنوان الظرف في علم الصرف - ط»
- «المبادئ النافعة في تصحيح المطالعة - ط»

وتوفي بالقاهرة في جمادى الأولى.